# Богіслав фон Шверін
Граф Богіслав Аксель Карл Ульріх фон Шверін (нім. Bogislav Axel Karl Ulrich Graf von Schwerin; 19 жовтня 1892, Берлін — 17 вересня 1944, Таммісту) — німецький воєначальник, генерал-лейтенант вермахту. Кавалер Німецького хреста в сріблі.

## Біографія
22 березня 1913 року поступив на службу в Прусську армію. Учасник Першої світової війни. Після демобілізації армії залишений у рейхсвері. З 10 листопада 1938 року — командир 1-го батальйону 8-го піхотного полку (Франкфурт-на-Одері). З 13 жовтня 1939 року — ад'ютант 8-го армійського корпусу, з 23 жовтня 1940 року — 16-ї армії. 22 вересня 1943 року відправлений у резерв ОКГ, 15 грудня 1943 року відряджений до групи армій «Центр». З 1 січня 1944 року — командир 442-ї дивізії особливого призначення, з 20 лютого 1944 року — 221-ї дивізії охорони, з 28 квітня 1944 року — 207-ї дивізії охорони. Загинув у бою.

## Звання
- Фенріх запасу (22 березня 1913)
- Фенріх (18 жовтня 1913)
- Лейтенант (6 серпня 1914)
- Оберлейтенант (1 квітня 1924)
- Гауптман (1 лютого 1929)
- Майор (1 червня 1935)
- Оберстлейтенант (1 лютого 1938)
- Оберст (1 січня 1941)
- Генерал-майор (1 жовтня 1943)
- Генерал-лейтенант (1944/45; посмертно)

## Нагороди
- Залізний хрест 2-го і 1-го класу
- Князівський орден дому Гогенцоллернів, почесний хрест 3-го класу з мечами
- Хрест Фрідріха
- Нагрудний знак «За поранення» в чорному
- Почесний хрест ветерана війни з мечами
- Медаль «За вислугу років у Вермахті» 4-го, 3-го, 2-го і 1-го класу (25 років)
- Застібка до Залізного хреста 2-го класу (23 жовтня 1939)
- Хрест Воєнних заслуг 2-го і 1-го класу з мечами (25 жовтня 1941) — отримав 2 нагороди одночасно.
- Медаль «За зимову кампанію на Сході 1941/42» (30 липня 1942)
- Німецький хрест в сріблі (20 вересня 1943)
- Застібка до Залізного хреста 1-го класу (10 вересня 1944)

18 серпня 1944 року представлений до нагородження Лицарським хрестом Залізного хреста, але не нагороджений.